# Solenopsis ilinei
Solenopsis ilinei (лат.) — вид муравьёв рода Solenopsis из подсемейства Myrmicinae (семейства Formicidae).

## Распространение
Азербайджан, Крым.

## Описание
Мелкие муравьи (рабочие полиморфные, длина 1,5—4 мм; самки до 7,5 мм). Окраска тела желтовато-красная. Усики самок и рабочих 11-члениковые (булава 2-члениковая), у самцов состоят из 12 сегментов. Жвалы трёхугольные с 4—6 зубчиками на жевательном крае. Нижнечелюстные щупики состоят из 2 члеников, а нижнегубные — из 2. Стебелёк между грудью и брюшком двухчлениковый (петиоль + постпетиоль).